# Vandijkophrynus amatolicus
Vandijkophrynus amatolicus é uma espécie de anfíbio anuro da família Bufonidae. É considerada criticamente em perigo pela Lista Vermelha da UICN. Está presente em África do Sul.